# Стајковић
Стајковић је презиме које се среће у Србији, Црној Гори, Босни и Херцеговини, Хрватској и на планини Скопској Црној Гори у Македонији. Стајковић-Пипери су српско племе, брђанских племена, оснивач Војвода Пипо, брат Васојевића, огранак Петровића-Лутоваца. Њихова постојбина је такозвана Стара Херцеговина, Брдска нахија данас северозападна Црна Гора, одакле се део њих населио у село Шилово, а 1900. године су се доселили у село Станишор, Косовскопоморавски округ, Општина Гњилане. Постоји један огранак у Босни, село Стајковић код Ливна, и у Лици, село Стрмица, одакле се касније једна грана доселила у околину Ниша, у селу Чукљеник. Корен презимена Стајковић потиче од имена Стајко.